# 奈良県道104号谷田奈良線
奈良県道104号谷田奈良線 （ならけんどう104ごう たにだならせん）は、奈良県生駒市から奈良市に至る一般県道である。

## 概要
生駒市東新町から奈良市手貝町に至る。

### 路線データ
- 起点：生駒市東新町（東新町交差点、奈良県道142号生駒停車場宛木線）
- 終点：奈良市手貝町（転害門前交差点、国道369号交点）
- 不通区間：生駒市東生駒一丁目 - 奈良市あやめ池北一丁目

## 路線状況
分断県道のうちの一つで、終点には104号線であるとわかる標識が一つしかない。ただし分断区間にはその他多くの道路が通っているため、奈良県道187号福住上三橋線のようなひどさは全くない。
転害門前交差点から法蓮仲町交差点までの区間は、幅員が狭く離合が困難。ならファミリー周辺は、買い物客による交通渋滞が発生する事がある（特に土日祝日の午後）。
近鉄橿原線・近鉄京都線・近鉄奈良線 大和西大寺駅近辺（西大寺橋東詰交差点 - あやめ池8号踏切間）は、過去に西行き一方通行だった事がある（路線バスを除く）。平城宮跡の北側を横断している区間があるが、同宮跡を国営公園化にするにあたり、該当区間を北へ移設する計画が存在する。過去は菖蒲池駅の南側まで県道指定区間であった（駅南側から北東方向への一方通行が元県道）。
2022年（令和4年）7月8日午前11時31分、近鉄橿原線・近鉄京都線・近鉄奈良線 大和西大寺駅の北側ロータリー付近で、安倍晋三銃撃事件が発生した。

### 別名
- 一条通り（法華寺交差点 - 転害門前交差点）

### 重複区間
- 奈良県道・京都府道52号奈良精華線（奈良市二条町1丁目・西大寺橋東詰交差点 - 奈良市二条町1丁目・二条町交差点）
- 奈良県道・京都府道44号奈良加茂線（奈良市法蓮町・法蓮寺東交差点 - 奈良市法蓮町・法蓮仲町交差点）

### 道路施設

#### 橋梁
- 新川橋（竜田川、生駒市）
- 西大寺橋（秋篠川、奈良市、奈良県道・京都府道52号奈良精華線重複区間内）

### 交通量
- 道路交通センサスによる本道路の自動車類交通量のデータについては以下の通り（平成22年（2010年）度時点）[3]。

| 交通調査地点          | 昼間12時間合計 | 24時間合計 |
| --------------------- | -------------- | ---------- |
| 生駒市山崎町          | 6,490台        | 8,697台    |
| 奈良市あやめ池北1丁目 | 6,868台        | 9,203台    |
| 奈良市法華寺町        | 6,473台        | 8,674台    |

## 地理

### 通過する自治体
- 奈良県
  - 生駒市 - 奈良市

### 交差する道路
| 交差する道路                                                                           | 市町村名 | 交差する場所    | 交差する場所          |
| -------------------------------------------------------------------------------------- | -------- | --------------- | --------------------- |
| 奈良県道142号生駒停車場宛木線                                                          | 生駒市   | 東新町          | 東新町交差点 / 起点   |
| 国道168号 / 一分バイパス                                                               | 生駒市   | 山崎町          | 山崎町交差点          |
| 国道168号                                                                              | 生駒市   | 東生駒1丁目     | 東生駒1丁目南交差点   |
| 未供用区間                                                                             |          |                 |                       |
| 奈良県道・京都府道52号奈良精華線 / 旧道                                                | 奈良市   | 西大寺東町2丁目 |                       |
| 奈良県道・京都府道52号奈良精華線 重複区間起点 奈良県道176号山陵佐紀線                  | 奈良市   | 二条町1丁目     | 西大寺橋東詰交差点    |
| 奈良県道・京都府道52号奈良精華線 重複区間終点                                          | 奈良市   | 二条町1丁目     | 二条町交差点          |
| 京都府道・奈良県道751号木津平城線                                                      | 奈良市   | 佐紀町          | 佐紀町交差点          |
| 国道24号 奈良県道・京都府道44号奈良加茂線 重複区間起点                                 | 奈良市   | 法華町          | 法蓮寺東交差点        |
| 奈良県道・京都府道44号奈良加茂線 重複区間終点 奈良市道六条奈良阪線 / やすらぎの道      | 奈良市   | 法蓮町          | 法蓮仲町交差点        |
| 国道369号 奈良県道・京都府道33号奈良笠置線 重複 京都府道・奈良県道754号木津横田線 重複 | 奈良市   | 手貝町          | 転害門前交差点 / 終点 |

### 交差する鉄道
- 近鉄京都線
- 奈良線

### 沿線
- 近鉄生駒線・近鉄けいはんな線・近鉄奈良線 生駒駅
- 生駒市役所
- 生駒市立生駒小学校
- 正倉院
- 聖武天皇陵
- 興福院
- 不退寺
- 海龍王寺
- 法華寺
- 航空自衛隊奈良基地
- 近鉄橿原線・近鉄京都線・近鉄奈良線 大和西大寺駅
- 平城宮跡（遺構展示館、第一次大極殿、平城宮跡資料館）
- ならファミリー
- 西大寺
- 奈良市立一条高等学校・附属中学校
- 奈良市立佐保小学校
- 奈良育英中学校・高等学校
- 法蓮郵便局
- 近鉄奈良線 菖蒲池駅
- 東大寺転害門